# Безсмертный, Владимир Васильевич
Влади́мир Васи́льевич Безсме́ртный (6 мая 1912, Баку — 2002, Москва):183 — советский и российский геолог, минералог, петрограф и петролог, специалист в области рудных месторождений, кандидат геолого-минералогических наук, доцент московского педагогического института.
В 1979 году в честь Владимира Безсмертного и его жены Марианны Безсмертной (1915-1991) был назван впервые найденный годом ранее на центральной Камчатке новый полиметаллический минерал безсмертновит (англ. bezsmertnovite), по химическому составу — плюмботеллурид золота, меди, железа и серебра, яркостью цвета превосходящий даже самородное золото.:113

## Биография
Владимир Безсмертный родился в Баку, где его отец, Василий Иванович Безсмертный (?–1942) в то время работал фельдшером в известной Черногородской больнице, расположенной в ближнем бакинском пригороде. Во время гражданской войны и в связи с семейными проблемами Владимира отправили в Киев, где он учился в школе, жил и воспитывался в семье своей тётки, Марии Ивановны Безсмертной, известного биолога и химика, «ассистентки Вернадского», стоявшей у истоков советской биохимии. Вероятно, её влияние определило выбор профессии. В 1937 году Владимир Безсмертный закончил обучение в Днепропетровском горном институте и следующие двенадцать лет проработал геологом на рудных месторождениях Казахстана (Хантаги, Ачисайское свинцово-цинковое месторождение, Каратауский фосфоритоносный бассейн), работал прорабом, рудничным геологом, старшим геологом.:183,187
В 1940-1946 годах несколько раз безуспешно пытался покинуть Казахстан, тяготясь «беспросветной жизнью», дважды обращался за помощью к академику Вернадскому. Наконец, в 1949 году стал штатным сотрудником Алтайской полиметаллической экспедиции, сформированной В. М. Крейтером на базе научно-исследовательских секторов Московского института цветных металлов и золота и Московского геологоразведочного института и проводившей так называемые ревизионные работы на Рудном Алтае, где и проработал до 1957 года.:184
С 1957 года переехал в Москву, где преподавал минералогию и читал лекции по редким рудам в Московском институте цветных металлов и золота им. М.И. Калинина, получил звание доцента в политехническом институте, в конце карьеры преподавал в педагогическом институте. С момента основания в 1959 году принимал активное участие в работе Межведомственного научного совета и комиссии по проблемам «Закономерности размещения полезных ископаемых» под председательством академика Щербакова. Как преподаватель В.В. Безсмертный оставил о себе добрую память.:184
Многие авторы и публикаторы, включая академика В. И. Вернадского, пишут фамилию в осовремененной упрощённой форме: «Бессмертный»,:517 однако правильное написание, как следует из воспоминаний В. В. Безсмертного, а также официальных документов, однозначно должно быть через «з» — Безсмертный, Безсмертная.:183
Почти пятьдесят лет был женат на Марианне Безсмертной (урожд. Юркевич), в 1960-1970-е годы ставшей ведущим специалистом по оптической диагностике минералов и заведующей кабинетом рудной микроскопии ИМГРЭ. В течение почти трёх десятков лет семейная чета Безсмертных составляла продуктивный научный тандем, зачастую выступая инициаторами исследований новых, проблемных или сомнительных минералов.:141 В частности, В. В. Безсмертный в 1978 году выступил одним из авторов открытия нового минерала билибинскита, спустя всего четыре года ставшего титульным:146 в соответствующей группе полиметаллических рудных теллуридов. Пережив свою жену на 11 лет, Владимир Безсмертный скончался в 2002 году.
В 1979 году в честь Марианны и Владимира Безсмертных был назван новый золотосодержащий минерал безсмертновит, найденный годом ранее разведывательной геологической партией на Агинском золотоносном месторождении (Центральная Камчатка, Быстринский район). Авторами открытия выступили московские геологи Э.М. Спиридонов и Т.Н. Чвилёва. Характерно, что именно жена Владимира, Марианна Безсмертная настояла на включении имени мужа в номинационный список минерала безсмертновит, таким образом, проявив солидарность и обозначив себя как неотъемлемую часть семейного научного тандема. Это было её единственное условие, выдвинутое Татьяне Чвилёвой и Эрнсту Спиридонову при выдвижении нового минерала на утверждение комиссии Академии наук и Мингеологии СССР в 1979 году. В противном случае, она не дала бы своего согласия на такое название минерала.:294-295

## Публикации
- Безсмертный В. В., Камшилина Е. М. Краткий отчёт о деятельности Междуведомственного научного совета по изучению закономерностей размещения полезных ископаемых и его отраслевых комиссии в 1959–1960 гг. Закономерности размещения полезных ископаемых. Том 5. — М.: Изд-во АН СССР, 1962 г. — с. 624–629.
- Спиридонов Э. М., Безсмертная М. С., Чвилёва Т. Н., Безсмертный В. В. Билибинскит Au3Cu2PbTe2 — новый минерал золото-теллуридных месторождений. — М.: Записки Российского минералогического общества, том 107, № 3, 1978 г. — с. 310-315.
- Безсмертный В. В. Встречи с академиком В. И. Вернадским. Бюллетень Комиссии по разработке научного наследия академика В. И. Вернадского. Ответственный редактор — академик Э.М. Галимов; Вып. 23. – М.: ГЕОХИ РАН, 2019 г. – с. 189-197
- Из переписки В. В. Безсмертного и В. И. Вернадского. Бюллетень Комиссии по разработке научного наследия академика В. И. Вернадского. Ответственный редактор — академик Э.М. Галимов; Вып. 23. – М.: ГЕОХИ РАН, 2019 г. – с. 202-226